# Mimi Paley
Miriam Paley (Los Ángeles, California, 7 de agosto de 1987), también conocida como Mimi Paley, es una actriz estadounidense.

## Filmografía

### Cine
| Año  | Título                                               | Papel       | Notas                    |
| ---- | ---------------------------------------------------- | ----------- | ------------------------ |
| 1998 | You're Invited to Mary-Kate & Ashley's Costume Party | Mia         | Directo a DVD            |
| 2000 | Alley Cats Strike                                    | Delia Graci | Película para televisión |

### Televisión
| Año  | Título                | Papel                    | Notas                                |
| ---- | --------------------- | ------------------------ | ------------------------------------ |
| 1997 | Kidsongs              | Mimi Paley               | Episodio: 1–20                       |
| 1998 | Buffy, cazavampiros   | Joven Buffy Summers      | Episodio: "Killed by Death"          |
| 1999 | Edición terior        | Dominique "Dom" Preston  | Episodio: "Two to Tangle"            |
| 2000 | Expediente X          | Samantha Mulder          | Episodio: "Closure"                  |
| 2000 | Tocados por un ángel  | Kiki                     | Episodio: "Pandora's Box"            |
| 2001 | Providence            | Kylie                    | Episodio: "Love Story"               |
| 2003 | Malcolm in the Middle | Renee                    | Episodio: "If Boys Were Girls"       |
| 2003 | Boomtown              | Rachel Stein             | Episodio: "Home Invasion"            |
| 2007 | El séquito            | Drama E                  | Episodio: "The Young and the Stoned" |
| 2008 | Hackett               | Estudiante universitaria | Piloto de televisión no emitido      |
| 2009 | Valentine             | Jean Marie               | Episodio: "She's Gone"               |
| 2014 | Trophy Wife           | Kelly                    | Episodio: "Mother's Day"             |